# Iridium-192
Iridium-192 of 192Ir is een onstabiele radioactieve isotoop van iridium, een overgangsmetaal. De isotoop komt van nature niet op Aarde voor. Iridium-192 wordt kunstmatig geproduceerd in een reactor uit iridium-191 via absorptie van een neutron.

## Radioactief verval
Iridium-192 vervalt voor 95,1% via β−-verval tot de stabiele isotoop platina-192:
{\displaystyle {\ce {{^{192}_{77}Ir}->{^{192}_{78}Pt}+{e^{-}}+{\bar {\nu }}_{e}}}}
Bij dit verval worden gammastralen met een energie tussen de 0,296 en 0,468 MeV het meest waargenomen. 
De halveringstijd van dit verval bedraagt ongeveer 73,83 dagen.
De resterende 4,9% van het iridium-192 vervalt via elektronenvangst (vangst van een elektron uit een van de binnenste elektronenschillen) tot osmium-192.
{\displaystyle {\ce {{^{192}_{77}Ir}+{e^{-}}->{^{192}_{76}Os}+{\nu }_{e}}}}
Hier zijn de meest voorkomende energieën van de gammastraling 0,206 en 0,485 MeV

## Toepassingen
Iridium-192 is een krachtige bron van gammastraling en wordt daarom industrieel gebruikt om productiefouten in metalen voorwerpen op het spoor te kunnen komen. Verder wordt het nuclide in een medische context gebruikt, met name bij de brachytherapie. Bij deze therapie wordt echter vaak een Ir-Pt-legering gebruikt (10-30% Ir en 70-90% Pt om de gebruikte pallets robuuster te maken. De kern zelf is 3 à 4 mm lang en heeft een straal van 0,3 en 0,4 mm. 
164Ir · 164mIr · 165Ir · 165mIr · 166Ir · 166mIr · 167Ir · 167mIr · 168Ir · 168mIr · 169Ir · 169mIr · 170Ir · 170mIr · 171Ir · 171mIr · 172Ir · 172mIr · 173Ir · 173mIr · 174Ir · 174mIr · 175Ir · 176Ir · 177Ir · 178Ir · 179Ir · 180Ir · 181Ir · 182Ir · 183Ir · 184Ir · 184m1Ir · 184m2Ir · 185Ir · 186Ir · 186mIr · 187Ir · 187m1Ir · 187m2Ir · 188Ir · 188mIr · 189Ir · 189m1Ir · 189m2Ir · 190Ir · 190m1Ir · 190m2Ir · 190m3Ir · 191Ir · 191m1Ir · 191m2Ir · 192Ir · 192m1Ir · 192m2Ir · 193Ir · 193mIr · 194Ir · 194m1Ir · 194m2Ir · 195Ir · 195mIr · 196Ir · 196mIr · 197Ir · 197mIr · 198Ir · 199Ir · 200Ir · 201Ir · 202Ir · 203Ir · 204Ir · 205Ir
1. ↑  Iridium 192 - an overview | ScienceDirect Topics. www.sciencedirect.com. Gearchiveerd op 8 juni 2021. Geraadpleegd op 8 juni 2021.